# سكيبيو (لقب أسرة)

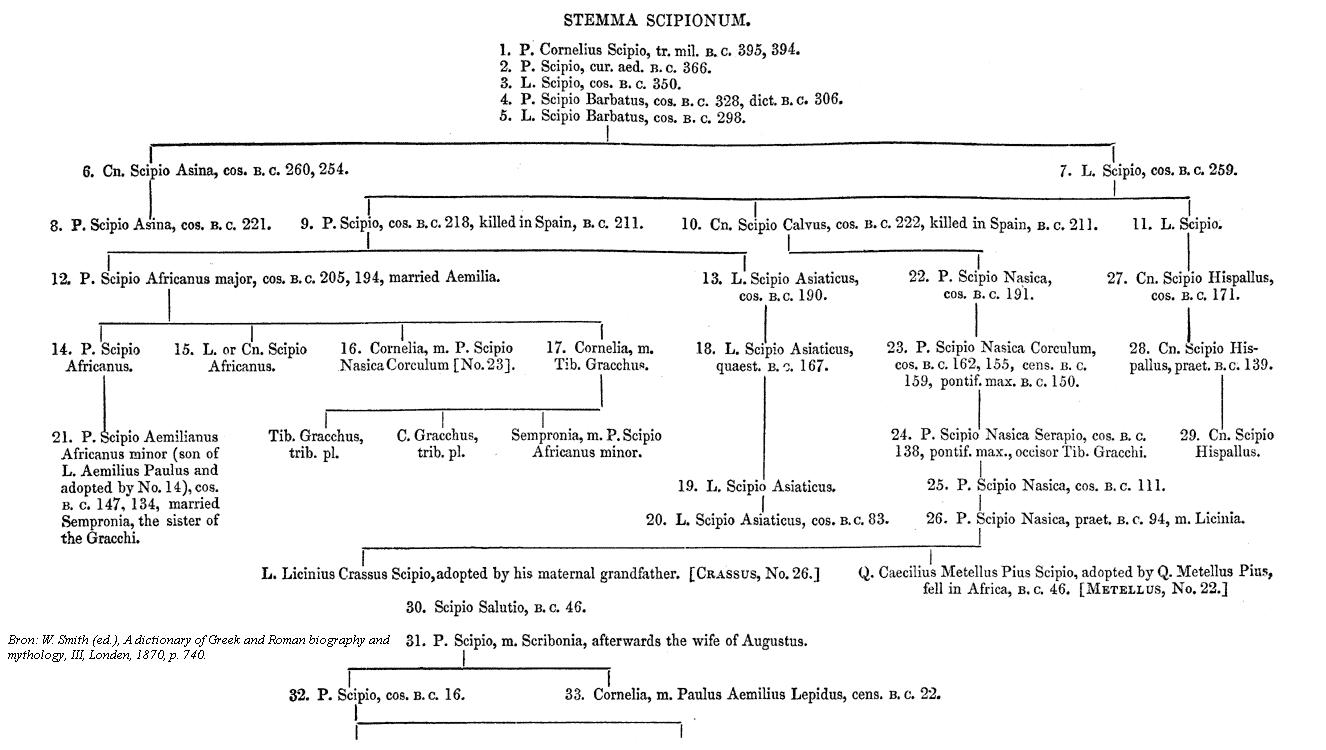

سكيبيو Scipio (وجمعها Scipiones) لقب لأسرة رومانية عريقة تنتمي إلى عشيرة كورنيلياي، قدمت عدداً كبيراً من الساسة والقادة في العصر الجمهوري.
لقد ظل التاريخ الروماني إلى عهد سلا، سجلاً لأعمال الأُسر لا الأفراد، ولا نرى فيه أسماء ساسة عظام، ولكن يلاحظ جيلاً إثر جيل أسماء بعينها تشغل أعلى مناصب الدولة. فمن بين مئتي قنصل شغلوا هذا المنصب الخطير بين عامي 233-133 ق.م.، مئة، ينتمون إلى عشر أسر، وكانت أقوى أسرة في ذلك العهد أسرة آل كورنليوس Cornelius. وليس تاريخ روما الحربي والسياسي طوال عشرات السنين سوى تاريخ هذه الأسرة من أيام بيبليوس كورنليوس سكيبيو Publius Cornelius Scipio نحو عام 218 ق.م.، وأيام ولده سكيبيو الإفريقي قاهر حنبعل، وحتى سكيبيو اميليانيوس الذي دمر قرطاجة 146 ق.م.
ويعدّ ب. كورنليوس سكيبيو الإفريقي الأكبر من أبرز أعضاء هذه الأسرة، وهو الذي كتب تاريخها بالمجد والعزة، فبعد هزيمة روما أمام هانيبال في عدة معارك، أسلمت قيادة قواتها في إسبانيا إليه، وكان من خيرة قوادها الشبان. وتمكن بعد فترة من هزيمة القرطاجيين وطردهم من إسبانيا طرداً تاماً، فقطع عنهم بذلك موردهم الرئيسي من المال والرجال. وفي عام 205 ق.م، اختير قنصلاً ولما يمض على انتصاراته في إسبانيا سوى وقت قصير، فجند جيشاً جديداً وأبحر به نحو إفريقية ليغزو أملاك قرطاجة فيها، كما غزا هانيبال روما في إيطاليا.
ولما جاءت سنة 203 ق.م.، كان سكيبيو قد قهر قرطاجة في موقعتين على أرضها، فاضطرت الأخيرة إلى استدعاء هانيبال إليها، وما إن وطئت قدماه أرض بلاده حتى بادر إلى حشد جيش جديد وسار على رأسه لملاقاة سكيبيو عند «زاما» على بعد 80 كم جنوبي قرطاجة عام 202ق.م، فانهزم القرطاجيون، وكان معظمهم من الجند المرتزقة أمام مشاة الرومان وحلفائهم المنظمين، وبذلك هزم هانيبال للمرة الأولى في حياته.
أما سكيبيو إميليانوس، أو سكيبيو الصغير، فقد تمكن من القضاء على قرطاجة وتدميرها عام 146 ق.م.، بعد حصار دام ثلاث سنوات، صمدت فيه قرطاجة صموداً قوياً لم يحسب له مجلس الشيوخ حساباً. وبعد أن تم تدمير المدينة تدميراً كاملاً، وقف سكيبيو يبكي أطلال قرطاج ألماً وحزناً للسرعة التي ترافق زوال العظمة البشرية، خوفاً من أن وطنه سيعرف يوماً من الأيام المصير نفسه.
وسكيبيو هذا هو ابن باولوس اميلوس الذي انتصر على المملكة المقدونية، ولم يحتفظ لنفسه من المغانم سوى بمكتبة الملك پرسيوس، بغية إهدائها لأبنائه حرصاً منه على أن يتعلموا الآداب والعلوم اليونانية، حرصه على تعليمهم فنون الصيد والحرب الرومانية.
ولما مات باولوس تبنى أصغر أبنائه صديقه ب. كورنليوس سكيبيو ابن الإفريقي فأصبح اسمه كورنليوس سكيبيو اميليانوس، وكان شاباً وسيم الطلعة قوي البنية، متزناً في حديثه. التقى في شبابه المؤرخ بوليبيوس اليوناني المنفي من بلاده، فمنحه سكيبيو سهولة الانتقال وسهولة الاستطلاع.
وتتحدث المصادر القديمة، لاسيما بوليبيوس وشيشرون، عن وجود ما اتفق على تسميته ندوة سكيبيو اميليانوس التي ضمت أبناء العائلات الكبيرة ممن يتدرجون في سلم الأمجاد، من أمثال كايوس ليليوس وهو رجل حكيم في رأيه لا يفوقه في فصاحة اللسان وجمال الأسلوب إلا اميليانوس نفسه. كان لهذه الندوة أبلغ الأثر في الأدب الروماني.
ولقد كسب ترنس Terence بفضل اشتراكه فيها ما امتازت بها لغته من دقة التعبير وجمال الأسلوب. أما پانيتيوس Panaetius الذي جاء من رودس، فكان، مثل پوليبيوس، من الأشراف اليونان، وعاش سنين عديدة مع سكيبيو، ينعم بصداقته ويشاركه نفوذه وسلطانه. وقد غرس بانيتيوس هذا في نفس سكيبيو فضائل الرواقية ونبلها، وأكبر الظن أن سكيبيو هو الذي حمله على أن يلطف من المطالب الخلقية المتطرفة لهذه الفلسفة.
وهكذا أصبحت الرواقية هي الملهمة لسكيبيو والمطمح الذي يصبو إليه شيشرون، كما كانت هي المرشد الهادي لتراجان Trajan والمواسية لماركوس أورليوس M.Aurelius.

## للاستزادة
- جايمس برستد، العصور القديمة، ترجمة داود قربان (مؤسسة عز الدين للطباعة والنشر، بيروت 1983).
- موريس كروزيه، تاريخ الحضارات العام، المجلد الثاني (منشورات عويدات، بيروت 1964).
- ول ديورانت، قصة الحضارة، الجزء التاسع، ترجمة محمد بدران (دار الجبل، لبنان).